# Puteiro em João Pessoa
"Puteiro em João Pessoa (Roda Viva)" é uma canção da banda brasileira Raimundos lançada em 1994 como o primeiro single de seu álbum de estreia homônimo. Considerada um marco do rock nacional dos anos 90, foi uma das músicas responsáveis por ajudar o grupo a se firmar no cenário nacional, se tornando um de seus maiores sucessos. Foi regravada pelo Ultraje a Rigor no álbum O Embate do Século: Ultraje a Rigor vs. Raimundos.
Fez parte da trilha sonora do vídeo de surfe Cambito e do filme Copa de Elite.

## Origem e composição
A canção conta em detalhes o dia em que o vocalista Rodolfo Abrantes perdeu a virgindade em um prostíbulo da cidade de João Pessoa. Segundo os integrantes da banda, é a única música do grupo em que todos os fatos narrados são totalmente verídicos. A história teria acontecido em meados de 1989, quando o ainda adolescente Rodolfo passava férias na casa de familiares na Paraíba. Após reclamar de sua vida amorosa, seus primos resolveram o levar ao bordel Roda Viva, famoso na região, para ter sua primeira experiência sexual. Segundo o guitarrista Digão, a música foi composta sob efeito de entorpecentes em uma quarta-feira de 1992, debaixo de uma cachoeira na fazenda de seu pai, em Brasília.
Sua letra possui forte presença de elementos da cultura nordestina. Além do uso do sotaque, expressões típicas da região e a citação ao forró, há na história o exemplo de um aspecto da cultura sertaneja em que a iniciação sexual do homem é tratada como um rito de passagem, onde os mais velhos auxiliam os membros mais jovens da família nessa questão.. Acadêmicos analisaram que "o sexo é cantado de forma explicita, mas não gratuita", afirmando que a letra possui "uma narrativa e a pretensão de complexidade". A música foi definida como "rock pesado brasileiro" com "guitarras contaminadas, baixo esguio e bateria de maracatu-core". Também foi destacada sua proximidade com o thrash metal, o rap e o repente.  Sua famosa introdução possui um riff de violão tocado por Nando Reis e conta com a participação do sanfoneiro Zenilton, uma das principais influências do grupo.

## Lançamento e legado
"Puteiro em João Pessoa (Roda Viva)" foi enviada às rádios em 18 de abril de 1994 como o primeiro single do álbum, junto com Nega Jurema. Apesar de obter boas execuções, foi após o estouro de Selim que a canção voltou a ganhar força e se tornou um dos hits do disco, alavancando suas vendas. Durante sua divulgação foi executada em rede nacional em programas como Jô Soares Onze e Meia, Programa Livre e até mesmo na Rede Globo, onde os seus versos finais foram cortados da performance no programa TV Zona, comandado por Luiz Thunderbird. Após a banda assinar com a gravadora Warner em 1995, a canção foi relançada e obteve grande sucesso nas rádios de rock do país, permanecendo quase 6 meses entre as 10 mais tocadas do gênero. Seu sucesso foi considerado responsável por "redistribuir as cartas no tabuleiro do pop nacional", ajudando o rock cantando em português voltar para a mídia.
Em 1996, o cartunista Angeli adaptou a música para os quadrinhos em uma HQ de 8 páginas lançada exclusivamente num kit que integrava o box Cesta Básica. Nessa versão, os primos de Rodolfo foram substituídos pelos integrantes da banda na época Digão, Canisso e Fred. Na história eles receberam os nomes de Primo Justo, Cabeça Gorda e Sacana respectivamente.
Hoje transformado em um motel anexo a um bar, o antigo prostíbulo citado na música se tornou uma espécie de ponto turístico da região e passou ser visitado por diversas pessoas como estudantes, ciclistas e até grupos de turistas europeus. Em 1995 o programa MTV na Estrada mostrou o lugar durante passagem da turnê da banda pelo nordeste. Em 2016 a formação atual da banda visitou o local junto com Berssanger, um dos personagens da história, para uma matéria sobre os mais de 20 anos do lançamento da canção. Berssanger faleceu em 12 de junho de 2020 aos 68 anos idade, em decorrência de uma parada cardiorrespiratória após um transplante de fígado.
Max Cavalera, um dos fundadores do Sepultura, afirmou que riff de Puteiro em João Pessoa foi a inspiração para a faixa Attitude do álbum Roots, um dos mais aclamados da banda.

## Vídeo musical
Produzida pela MTV Brasil, a primeira versão do videoclipe da canção foi retirada da apresentação que a banda fez na casa de shows AeroAnta em maio de 1994, no show de lançamento de seu álbum de estreia.

### Segunda versão
A segunda e mais conhecida versão do videoclipe foi concebida para divulgar o álbum Cesta Básica (que contém uma remix da faixa) e também porque a banda achou que a canção merecia um clipe mais "caprichado". Essa versão mostra Rodolfo e sua família reunidos em volta da mesa para um típico almoço de domingo. Ao fundo é possível ouvir Selim tocando. Durante a refeição, o telefone toca. O pai de Rodolfo atende, descobre que seu filho foi a um prostíbulo e se revolta ao saber que ele não levou seu irmão, iniciando uma discussão com a mãe, interpretada pela atriz Grace Gianoukas. Rodolfo corre e se tranca no banheiro. Na sequência a banda aparece em cenas intercaladas tocando no bordel e em um show para uma platéia.
Foi dirigida por Eduardo Xocante e produzida pela produtora de vídeo TVM sob um orçamento de 15 mil reais. As gravações aconteceram em setembro de 1996 em uma casa na Vila Madalena e no extinto AeroAnta, ambas em São Paulo. Estreou na MTV em novembro do mesmo ano, permanecendo nas paradas das emissora até meados do ano seguinte.

## Prêmios e Indicações
| Ano  | Prêmio                 | Categoria            | Resultado |
| ---- | ---------------------- | -------------------- | --------- |
| 1997 | MTV Video Music Brasil | Escolha da Audiência | Indicado  |
| 1997 | MTV Video Music Brasil | Videoclipe de Rock   | Indicado  |

## Ficha técnica
Créditos
- Rodolfo Abrantes - Vocal
- Digão - Guitarra e vocais
- Canisso - Baixo e vocais
- Fred - Bateria
- Nando Reis - Violão
- Guilherme Bonolo - Backing vocals
- Ivan David - Backing vocals